# Flandres Ocidental
Flandres Ocidental (West-Vlaanderen em neerlandês, Flandre Occidental em francês, Westflandern em alemão, West Flandres em inglês) é uma província da Bélgica, localizada na região de Flandres. Sua capital é a cidade de Bruges.
Faz fronteiras com (a partir do norte e no sentido horário): Países Baixos, província da Flandres Oriental, província de Hainaut, França e Mar do Norte.
A língua oficial da província é o Neerlandês ou o Flamengo, porém, em alguns pontos próximo à fronteira com a França, o Francês é falado como primeira língua por alguns.
Na província toda as pessoas utilizam um dialeto peculiar para se comunicar: o Westvlams. Tido como um dos mais estranhos e diferentes de
todo o país, o Westvlams raramente é entendido por aqueles que não nasceram na província. Há uma forte influência do Francês,
um pouco da pronúnica inglesa e vestígios do Neerlandês medieval, que juntos formam praticamente uma nova língua.

## Municípios
A província está dividida em oito distritos administrativos ou arrondissement (em neerlandês: arrondissementen), num total de 64 municipalidades.
| Distrito de Bruges: | Distrito de Courtrai: | Distrito de Diksmuide:                                       | Distrito de Ostende:                                                         |
| - Beernem - Blankenberge - Bruges (nl: Brugge) - Damme - Jabbeke - Knokke-Heist - Oostkamp - Torhout - Zedelgem - Zuienkerke | - Anzegem - Avelgem - Courtrai (nl: Kortrijk) - Deerlijk - Harelbeke - Kuurne - Lendelede - Menen - Spiere-Helkijn - Waregem - Wevelgem - Zwevegem | - Diksmuide - Houthulst - Koekelare - Kortemark - Lo-Reninge | - Bredene - De Haan - Gistel - Ichtegem - Middelkerke - Oostende - Oudenburg |

| Distrito de Roeselare:                                                                       | Distrito de Tielt:                                                                                  | Distrito de Veurne:                                      | Distrito de Ypres:                                                                                           |
| - Hooglede - Ingelmunster - Izegem - Ledegem - Lichtervelde - Moorslede - Roeselare - Staden | - Ardooie - Dentergem - Meulebeke - Oostrozebeke - Pittem - Ruiselede - Tielt - Wielsbeke - Wingene | - Alveringem - De Panne - Koksijde - Nieuwpoort - Veurne | - Heuvelland - Langemark-Poelkapelle - Mesen - Poperinge - Vleteren - Wervik - Ypres (nl: Ieper) - Zonnebeke |